# كاتي أوبراين
كاتي أوبراين (بالإنجليزية: Katie O'Brien)‏ مواليد 2 مايو 1986 في إنجلترا، هي لاعبة كرة مضرب بريطانية سابقة بدأت مسيرتها كمحترفة سنة 2004 وكانت تلعب باليد اليمنى، اعتزلت اللعب في 12 أغسطس 2011. أعلى تصنيف لها في الفردي كان المركز الـ 84 في سنة 2010. أعلى تصنيف لها في الزوجي كان المركز الـ 174 في سنة 2007.

## الخط الزمني للأداء
مفتاح
| ف | ن | ن.ن | ر.ن | د# | د.م | ل | أ.أ | ت | غ | ب | ف | ذ | م.خ | ل.ت |

(ف) فاز بالبطولة (ن) وصل النهائي (ن.ن) نصف النهائي (ر.ن) ربع النهائي (د#) الأدوار الأربعة الأولى (د.م) دور المجموعات (ل) شارك في كأس ديفيز (أ.أ) خرج من الأدوار الاولى (ت) خسر التصفيات التأهيلية (غ) غاب عن الحدث أو البطولة (ب) حصل على ميدالية برونزية (ف) حصل على ميدالية فضية (ذ) حصل على ميدالية ذهبية (م.خ) بطولة الماسترز خُفضت إلى مرتبة أقل (ل.ت) البطولة لم تعقد في السنة المعينة.
لتجنب الارتباك وازدواجية الحساب، يتم تحديث هذه المعلومات إما في نهاية البطولة، أو عندما تكون مشاركة اللاعب في البطولة قد انتهت.

### الفردي
| الدورة            | 2004 | 2005 | 2006 | 2007 | 2008 | 2009 | 2010 | 2011 | إجمالي ف/خ |
| ----------------- | ---- | ---- | ---- | ---- | ---- | ---- | ---- | ---- | ---------- |
| أستراليا المفتوحة | غ    | غ    | غ    | ت2   | ت3   | د1   | د2   | ت1   | 1–2        |
| فرنسا المفتوحة    | غ    | غ    | غ    | ت1   | ت2   | د1   | د1   | غ    | 0–2        |
| بطولة ويمبلدون    | د1   | د1   | د1   | د2   | د1   | د1   | د1   | د1   | 1–8        |
| أمريكا المفتوحة   | غ    | غ    | ت1   | ت1   | ت2   | ت2   | ت3   | غ    | 0–0        |
| تصنيف نهاية العام | 401  | 263  | 193  | 134  | 154  | 88   | 180  | 257  | بلا        |

- إجمالي ف/خ = إجمالي الفوز والخسارة

## روابط خارجية
- كاتي أوبراين على موقع رابطة محترفات التنس (الإنجليزية)
- كاتي أوبراين على موقع الاتحاد الدولي لكرة المضرب (الإنجليزية)
- كاتي أوبراين على موقع كأس بيلي جين كينغ (الإنجليزية)
- كاتي أوبراين على موقع بطولة ويمبلدون (الإنجليزية)
- كاتي أوبراين على موقع خلاصة التنس.كوم (الإنجليزية)
- كاتي أوبراين على موقع إي إس بي إن.كوم (الإنجليزية)
- كاتي أوبراين على موقع اتحاد ألعاب الكومنولث (مؤرشف) (الإنجليزية)